# Маршалл, Роб
Роберт Дойл Маршалл-младший (англ. Robert Doyle Marshall Jr.; род. 17 октября 1960) — американский режиссёр, хореограф и продюсер. Лауреат премий «Эмми» и Гильдии режиссёров Америки, а также номинант на премии «Оскар», «Тони» и «Золотой глобус».

## Карьера
Он дебютировал в кино с телевизионной адаптацией мюзикла «Энни» по сценарию Чарльза Страуса и Мартина Чарнина. После этого он работал над ожидаемой адаптацией мюзикла «Чикаго», за что получил свою первую номинацию на премию «Оскар» за режиссуру. Более поздние его работы включают драму «Мемуары Гейши», основанную на одноимённом бестселлере Артура Голдена, и выигравшую три премии «Оскара» из шести номинаций. В 2009 году вышел следующий фильм Маршалла — переработка одноимённого бродвейского мюзикла «Девять».
Маршалл был режиссёром четвёртого фильма «Пираты Карибского моря: На странных берегах», c Джонни Деппом и Джеффри Рашем в главных ролях.

## Фильмография
- 1999 — Энни / Annie
- 2002 — Чикаго / Chicago
- 2005 — Мемуары Гейши / Memoirs of a Geisha
- 2009 — Девять / Nine
- 2011 — Пираты Карибского моря: На странных берегах / Pirates of the Caribbean: On Stranger Tides
- 2014 — Чем дальше в лес / Into the Woods
- 2018 — Мэри Поппинс возвращается / Mary Poppins Returns
- 2023 — Русалочка / The Little Mermaid